# El Mocatero (Chiprana)
El Mocatero o es un fortín de fusileros que se encuentra en la villa de Chiprana, en la provincia de Zaragoza, Aragón, España.

## Historia
El fortín se construyó en la segunda mitad de 1875, formando parte de una red de 45 torres ópticas que se extendía desde Zaragoza a Amposta a lo largo de la margen derecha del río Ebro, durante las hostilidades de la tercera guerra carlista. Fue construido por orden del general Manuel de Salamanca Negrete, al reorganizar la defensa del eje del Ebro contra los carlistas, y bajo la dirección técnica del capitán del cuerpo de Ingenieros Manuel Bringas Martínez. 
Todas ellas, salvo alguna excepción como el fortín de Sástago o la torre de Salamanca de Caspe, fueron muy similares.

## Descripción
Todas ellas se levantaron en lo alto de cerros desde los que tenían gran visibilidad y fácil defensa. Se trata torres de planta cuadrangular rodeadas por un pequeños fosos o trincheras que dificultarían un posible ataque enemigo. Su misión básica era la de vigilancia y comunicación mediante la realización de señales ópticas que se podrían transmitir a lo largo de esa red de fortalezas. 
Todas ellas está construida en mampostería reforzadas con sillares de piedra en las esquinas y revocadas de yeso en el interior. La de Chiprana es de poca altura, con troneras para fusiles en sus muros, rematada con almenas y rodeada por un pequeño foso artificial. Recientemente ha sido restaurada por el ayuntamiento de la localidad y se encuentra en buen estado de conservación.